# 乌兹别克棉花案

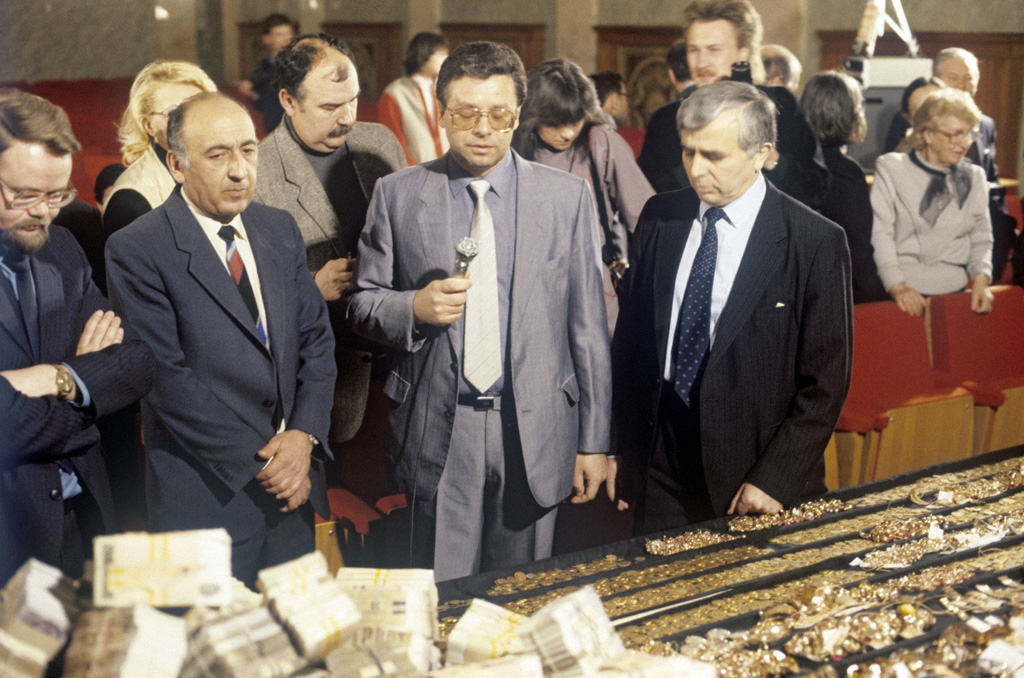
1988年4月1日的照片：在苏联检察院举行的新闻发布会上，调查组在调查乌兹别克社会主义苏维埃共和国公职人员受贿案时，展示从受贿者手中缴获的财物

乌兹别克棉花案，苏联称棉花案（俄語：Хло́пковое де́ло）或乌兹别克案（俄語：Узбекское дело），是对苏联一系列经济和腐败违法行为刑事案件的统称。这些案件发生在乌兹别克苏维埃社会主义共和国（由沙拉夫·拉希多夫执政期间），以及与该共和国有关的其他行政单位、决策中心和苏联境内的工业部门，调查工作在20世纪70年代末至80年代期间进行。
这些调查被大张旗鼓地公布于众，旨在向苏联民众展示反腐行动。当时，民众正日益强烈地感受到由社会经济生活中的各种失衡所引发的危机加剧。
在“棉花案”框架内，共立刑事案件790起，涉及4500人被起诉。

## 历史背景
20世纪中叶，中亚各加盟共和国，尤其是乌兹别克斯坦，被改造成苏联的“棉花农场”，为军工和轻工业企业提供原料（苏联的大部分棉花——无论是自产还是进口——传统上都用于生产硝化纤维素，这种原料对火药和炮弹工厂在生产弹药和炸药时必不可少，因此对苏联领导层具有战略意义）。这些企业主要分布在俄罗斯苏维埃联邦社会主义共和国的欧洲部分。到20世纪70年代初，乌兹别克斯坦所有适合耕种的农田都被用于棉花种植，乌兹别克斯坦供应了苏联多达80%的棉花。然而，由于苏联领导层一心满足全国的棉花需求，乌兹别克苏维埃社会主义共和国在经济、基础设施等其他领域的发展明显落后于其他加盟共和国，这也成为乌兹别克斯坦许多生态与社会问题的根源。
尽管中亚各加盟共和国实际上已无力进一步提高棉花产量，苏联国家计划委员会（为避免进口棉花原料）仍在每个五年计划中不断上调乌兹别克斯坦及其他中亚共和国本已不切实际的棉花生产指标。在单一作物种植、拒绝轮作的条件下，大量、前所未有地使用有毒化肥和杀虫剂，最终酿成生态灾难——例如咸海的水位下降，使其沦为整个中亚地区化学品的巨大蓄积池。为解决灌溉问题，莫斯科曾制定过将西伯利亚河流改道向南引入中亚的方案，但最终未能付诸实施。
这些不切实际的计划导致了数以百万计的虚报产量、双重账目，以及层层叠加的“谎言、盗窃与贿赂金字塔”。官方统计数据的不可靠性为苏联领导人所知，并妨碍了他们作出正确的经济决策。尽管如此，这些虚报仍让拉希多夫不仅得以牢牢控制整个共和国，还从莫斯科骗取了大约40亿卢布的棉花款——而这些棉花从未真正交付。

## 调查
对乌兹别克高级官员腐败与受贿行为的首次调查，可追溯到20世纪70年代中期。早在1975年，乌兹别克内务部与检察院就将乌兹别克最高法院院长普拉特霍贾耶夫绳之以法。当时，执法机构的调查视线也曾触及亚德加尔·纳斯里丁诺娃（1970—1974年任苏联最高苏维埃民族院主席），但因她与列昂尼德·勃列日涅夫的关系，调查被迫中止。
1983年4月，布哈拉州执行委员会内务部打击盗窃社会主义财产局局长A·穆扎法罗夫在收受贿赂时，被布哈拉州克格勃工作人员当场抓获。同案的还有布哈拉市工业贸易局局长Sh·库德拉托夫。那年9月，此案的调查被交由捷尔曼·格德良负责。
勃列日涅夫去世，尤里·安德罗波夫于1982年11月当选为苏共中央总书记后，对乌兹别克斯坦腐败行为的调查得到了新的推动。这一方面是因为安德罗波夫长期担任苏联国家安全委员会主席，因此掌握了关于该共和国真实情况的大量信息；另一方面，则是由于安德罗波夫与乌兹别克共产党中央第一书记拉希多夫之间早已存在的不和关系。
苏联内务部经济犯罪侦查总局下属曾设有一个中央科研实验室（ЦНИЛ），专门研究和消除促成经济犯罪的原因与条件。正是该实验室的研究揭示并展示了各类虚报产量的事实、规模，以及苏联各棉花种植共和国在棉花种植与收购过程中给经济造成的损失。
1983年1月初，安德罗波夫曾对拉希多夫作出一次口头警告，实际上是暗示他主动辞职。然而，拉希多夫并未辞职。同年2月，苏共中央政治局通过了《关于调查乌兹别克斯坦棉花种植业中滥用职权问题的决议》，并指示苏联检察院成立调查委员会。1983年4月初，该委员会正式成立，由前文提到的格德良和尼古拉·伊万诺夫领导。苏联总检察院调查处处长格尔曼·卡拉科佐夫负责对委员会的工作进行监督。
65岁的拉希多夫于1983年10月31日猝然去世，被安葬在塔什干市中心、先锋宫附近。此后，人们还拟定了修建一座纪念建筑群的方案，打算将其建成劳动人民的朝圣之地。
1984年初，“棉花案”的正式调查开始：苏联国家安全委员会莫斯科及莫斯科州局在俄罗斯境内逮捕了几名乌兹别克斯坦棉花加工联合企业的负责人以及棉厂厂长。在这一系列逮捕行动之后，1984年6月，调查工作被交给了弗拉基米尔·卡利尼琴科负责。格德良在形式上与“棉花案”的调查并无直接关系。
1984年夏，苏共中央书记叶戈尔·利加乔夫率领一批苏共中央工作人员抵达塔什干，召开乌兹别克共产党第十六届中央全会，选举拉希多夫的继任者。在全会上，那些不久前还宣誓忠于拉希多夫记忆的人，此时纷纷将他揭露为专制者、腐败分子、受贿者，称其给乌兹别克人民造成了无法弥补的损害。他被指控迫害敢于直言的正直人士，在共和国营造奴颜婢膝与阿谀奉承的氛围，以及大搞裙带关系。全会决定将拉希多夫的遗骸掘出，迁葬至察合台公墓——那里安葬着该共和国的文化、科学以及社会政治领域的著名人物。伊纳姆容·乌斯曼霍贾耶夫当选为乌兹别克共产党中央第一书记。
在苏共十九次代表会议之后，“乌兹别克案”的调查迎来了新的进展。当时，《火花》杂志总编辑维塔利·科罗季奇向主席团递交了一份便条，指出在那些“受人尊敬”的人物中，也有人理应身陷囹圄。随即，人们紧急组建了一支特别调查组，成员主要由苏联各加盟共和国和自治共和国、州检察院下属的特别重大案件调查员组成。
格德良对所谓的“波罗的海小组”反应强烈。该小组由拉脱维亚检察院特别重大案件调查员亚尼斯·洛夫尼克斯和艾瓦尔斯·博罗夫科夫斯领导，他们反对格德良小组的办案方式，认为其依循的是“党的指令”，而非严格依法办案。尽管如此，这个小组依然开始工作，并严格遵守法律要求，这大大放慢了调查进度。格德良指责他们进行破坏，两方在对刑事诉讼程序与合法性的理解等许多问题上都发生了冲突。格德良迫切需要尽快取得成果，他越来越难以在报告中列出新侦破的案件和新的、可被追究责任的“响亮”人物——而这正是人们所期待的。
该小组的负责人将他们的立场报告给了调查处处长亚历山大·斯博耶夫——他曾是丘尔巴诺夫案的国家公诉人。斯博耶夫认可了该小组的办案方法。后来，“绿灯”放行被收回，整个调查开始崩盘，因为先前取得的证据没有得到法律上的固定，许多案情仅仅建立在“坦白供述”之上。相比之下，由波罗的海小组调查的案件环节则得到了可靠的程序性固定。据悉，负责监督的检察官检查组还曾将该小组的工作作为典范加以表扬。
在1989年，这支隶属于苏联检察院调查组、规模最大的办案小组中，还包括来自俄罗斯、乌克兰、摩尔达维亚、白俄罗斯、乌兹别克斯坦等地的高级调查员，以及一名从苏联国家安全委员会临时调来的调查员谢尔盖·采波乌霍夫。

## 结案与结果
该案的调查一直持续到1989年，其间进行了多次引人注目的逮捕行动。
被逮捕后判刑的人包括：
- 死刑：前乌兹别克斯坦棉花加工工业部长V·乌斯马诺夫、布哈拉州执行委员会内务局反贪侦查处处长A·穆扎法罗夫；
- 年限不等的有期徒刑：
  - 勃列日涅夫的女婿尤里·丘尔巴诺夫；
  - 乌兹别克共产党中央第一书记伊纳姆容·乌斯曼霍贾耶夫；
  - 前乌兹别克中央书记阿基尔·萨利莫夫（俄语：Салимов, Акил Умурзакович）、E·艾特穆拉托夫、P·阿卜杜拉耶娃；
  - 乌兹别克斯坦各州第一书记：塔什干州——穆萨哈诺夫，费尔干纳州——乌马罗夫，纳曼干州——纳齐尔·拉贾波夫（俄语：Раджабов, Назир Раджабович），卡拉卡尔帕克——卡里别克·卡马洛夫（俄语：Камалов, Каллибек），布哈拉州——阿卜杜瓦希德·卡里莫夫及其继任者I·贾巴罗夫，苏尔汉河州——阿卜杜哈利克·卡里莫夫；
  - 乌兹别克前部长会议主席纳尔马洪马季·胡代别尔德耶夫；
  - 纳曼干州波普区农业工业联合体负责人艾哈迈德江·奥迪洛夫；
  - 乌兹别克内务部（俄语：Министерство внутренних дел Узбекистана）将领海达尔·叶海亚耶夫（俄语：Яхъяев, Хайдар Халикович）、诺罗夫、诺尔布塔耶夫、贾马洛夫、萨塔罗夫、萨比罗夫，以及上校别格利曼。

调查中的部分人物自杀身亡（K·埃尔加谢夫、G·达维多夫、鲁兹梅特·盖波夫；另有传言称拉希多夫本人也是自杀）。
作为被告卷入案件的伊纳姆容·乌斯曼霍贾耶夫作证，揭露了苏共中央政治局部分成员涉及腐败，其中包括伊戈尔·利加乔夫、维克托·格里申、格里戈里·罗曼诺夫、米哈伊尔·索洛缅采夫以及苏共中央委员伊万·卡皮托诺夫。
1989年3月，格德良和伊万诺夫当选为苏联人民代表大会代表。与此同时，《真理报》《消息报》等中央报刊开始刊登文章，批评格德良及其领导的调查组的办案方法。
1989年3月24日，苏共中央成立了由鲍里斯·普戈领导的特别委员会，负责“核查……关于在调查乌兹别克苏维埃社会主义共和国腐败案件过程中违法行为的事实，并将结果报告苏共中央”。苏联最高苏维委员会主席团也成立了类似的委员会。两委员会一致认为，负责调查“乌兹别克案”的调查组在办案过程中存在“违反社会主义法治”的行为。
1989年4月，苏联最高法院全体会议发布了一项特别决定，指出“由T·Kh·格德良领导的苏联检察院调查组在调查过程中存在违法行为”。
1989年5月12日，尼古拉·伊万诺夫在列宁格勒电视台直播中直指苏联多位高级党政领导人（包括伊戈尔·利加乔夫）以及苏联最高法院院长弗拉基米尔·捷列比洛夫涉腐。
利加乔夫向苏联检察院提交申请，要求核查这一指控。1989年9月14日，苏联总检察长亚历山大·苏哈列夫致信戈尔巴乔夫（信函编号1-5-102-89），报告称：
乌斯曼霍贾耶夫的供述极为笼统，仅说明他第一次是在1984年6月，在伊戈尔·利加乔夫出席乌兹别克共产党中央第十六届全会期间，在塔什干用‘外交包’行贿；第二次是在同年11月，于莫斯科苏共中央大楼内用‘外交包’行贿，当时他正为乌兹别克苏维埃社会主义共和国成立60周年筹备工作。
然而，仅过了几天，即1988年11月1日，在A·D·瓦西里耶夫和S·V·莫斯科采娃主持的讯问中，乌斯曼霍贾耶夫改口称曾诬陷利加乔夫，并未给他送钱。
1989年5月，苏联检察院以违反法律程序为由对格德良和伊万诺夫提起刑事诉讼。鉴于两人当时已当选为苏联人民代表大会代表，苏联总检察长向第一次苏联人民代表大会提交了请求，寻求批准对格德良和伊万诺夫进行刑事追究。1989年6月，第一次人民代表大会决定成立一个专门委员会，对由格德良领导的苏联检察院调查组相关活动进行审查。
1989年8月29日的庭审中，“棉花案”被告N·D·胡代别尔德耶夫声称，他对尤里·丘尔巴诺夫的指控是被强迫逼供得来的。
1990年2月，格德良被开除出苏共；同年4月，他被解除苏联检察院职务。
1990年4月18日，苏联最高苏维埃根据第二届苏联人民代表大会的委托，审议了第一届大会成立的委员会报告，并作出如下决议：
……2.反对苏联人民代表大会代表捷尔曼·格德良和尼古拉·伊万诺夫无证据的指控，这些指控诋毁了苏联最高苏维埃、部分人民代表及官员；警告他们若继续此类破坏国家稳定的行为，苏联最高苏维会将提议剥夺其代表豁免权。
3.驳回苏联总检察长关于批准对捷尔曼·格德良和尼古拉·伊万诺夫提起刑事诉讼的请求。鉴于两人无法继续在苏联检察机关工作，同意解除其职务。同时要求解雇那些未能对调查组活动进行有效监督、从而助长违法行为的检察机关领导。责令人民代表捷尔曼·格德良和尼古拉·伊万诺夫遵守处理腐败、受贿和违法案件的调查人员的合法要求，提供证词并参与其他调查行动。
针对格德良的刑事案件直到1991年8月才被终止。

## 评价
1991年12月25日（即苏联正式解体前一天），乌兹别克斯坦总统伊斯兰·卡里莫夫就对所有在该国境内服刑的“乌兹别克案”被判刑者实行了赦免。乌兹别克官方历史学界对1980年代的事件持这样的看法：“共和国人民所遭遇的一切苦难，均应归咎于莫斯科派来的‘反腐斗士’、苏联中央以及乌兹别克共产党领导层。”

### 亲历者的看法
- 亚德加尔·纳斯里丁诺娃：乌兹别克斯坦每年向国家报告交付300万吨棉花，但实际上连一半都没交。说白了，就是虚报、欺骗、糊弄人。1983年，安德罗波夫打电话给拉希多夫：“沙拉夫，三百万吨棉花能交上吗？”——“能，尤里·弗拉基米罗维奇。” 可到了十月，实际只完成了20%。于是拉希多夫召集各地区负责人开会问：“为什么没交？”大家都沉默，因为都知道根本没有那么多棉花。接下来三天，他开车跑遍了半个乌兹别克——根本没有足够的棉花。回到塔什干后，安德罗波夫又打来电话：“沙拉夫，棉花怎么样？注意了，采取措施。如果不行，你要对我负责。”当晚，拉希多夫回家后开枪自尽了。[15]
- 捷尔曼·格德良（俄语：Гдлян, Тельман Хоренович）：……说到一个事实，这支由格德良和伊万诺夫领导、引起轩然大波甚至让某些人惊恐至极的调查组，整个调查期间仅逮捕并起诉了62人。那些传闻中的数千、数万名被捕者到底在哪儿？第二，看到棉花案中发生的这些乱象，这些乱象由苏联总检察院调查，还有其他与我们无关的调查组，尤其是乌兹别克苏维埃社会主义共和国检察院和内务部也都清楚这事儿不过是为了向苏联公众交差，想办法摆脱困境，因而他们开始抓捕——我再说一遍——那些根本不是主谋、组织者，而是被迫执行地方、州、市及莫斯科上级领导违法指令、搞虚报的可怜人。看到乌兹别克大量抓替罪羊，我们和伊万诺夫一起起草了一份17页的绝密报告，递交给中央总书记戈尔巴乔夫，直截了当地问：“停止乌兹别克的恐怖行动吧！”成千上万被牵连的人只是那些真正犯罪的头目用来顶罪的替罪羊。[16]
- 尤里·丘尔巴诺夫：卡拉科佐夫和格德良毫不掩饰地表示，受审的不会是我，这将是对前苏共中央总书记及其名誉的审判。一切都围绕着这个目的进行。格德良坦言：“如果你不是（勃列日涅夫的）女婿，我们根本不会理会你。”卡拉科佐夫也说了同样的话。[17]
- 阿纳托利·索布恰克：俗话说，所求即所得。针对伊万诺夫和格德良的对手，正是用他们自己曾大获成功的政治勒索手段进行反击。这样的对抗几乎注定要将这两位争议人物——无论是悲剧性的还是荒诞滑稽的——逐出局。[18]
- 弗拉基米尔·卡利尼琴科（俄语：Калиниченко, Владимир Иванович）：——我对过去五年进行了计划经济审计。仅在这段时间内，棉花的最低虚报数量——我要强调，最低的！——就达到了五百万吨。为了这虚构的原料，从国家预算，也就是我们所有苏联公民的公共资金中，支付了三十亿卢布。其中16亿被用来建设乌兹别克斯坦的基础设施，比如公路、学校和医院，而14亿则是工资，但根本没人拿到，因为根本没有生产出任何产品。换句话说，单是这五年虚报的部分，至少就被挪用了14亿卢布。这笔钱从基层到高层以贿赂的形式被分赃。[5]